# Lamprotornis
Lamprotornis – rodzaj ptaków z rodziny szpakowatych (Sturnidae).

## Występowanie
Rodzaj obejmuje gatunki występujące w Afryce.

## Morfologia
Długość ciała 16–50 cm, masa ciała 45–155 g.

## Systematyka

### Etymologia
Greckie λαμπροτης lamprotēs – „splendor” < λαμπρος lampros – „promienny, wspaniały”; ορνις ornis, ορνιθος ornithos – „ptak”.

### Podział systematyczny
Do rodzaju należą następujące gatunki:

- Lamprotornis hildebrandti (Cabanis, 1878) – błyszczak półobrożny
- Lamprotornis shelleyi (Sharpe, 1890) – błyszczak strojny
- Lamprotornis australis (A. Smith, 1836) – błyszczak krępy
- Lamprotornis caudatus (Statius Muller, 1776) – błyszczak długosterny
- Lamprotornis purpuroptera Rüppell, 1845 – błyszczak purpurowosterny
- Lamprotornis mevesii (Wahlberg, 1856) – błyszczak ciemny
- Lamprotornis unicolor (Shelley, 1881) – błyszczak jednobarwny
- Lamprotornis ornatus (Daudin, 1800) – błyszczak ozdobny
- Lamprotornis splendidus (Vieillot, 1822) – błyszczak wspaniały
- Lamprotornis regius (Reichenow, 1879) – błyszczak królewski
- Lamprotornis superbus Rüppell, 1845 – błyszczak rudobrzuchy
- Lamprotornis pulcher (Statius Muller, 1776) – błyszczak kasztanowobrzuchy
- Lamprotornis bicolor (J.F. Gmelin, 1789) – błyszczak brunatny
- Lamprotornis albicapillus (Blyth, 1855) – błyszczak białogłowy
- Lamprotornis fischeri (Reichenow, 1884) – błyszczak szarawy
- Lamprotornis acuticaudus (Bocage, 1869) – błyszczak ostrosterny
- Lamprotornis chloropterus Swainson, 1838 – błyszczak niebieskouchy
- Lamprotornis purpureus (Statius Muller, 1776) – błyszczak purpurowy
- Lamprotornis chalcurus von Nordmann, 1835 – błyszczak spiżowosterny
- Lamprotornis nitens (Linnaeus, 1766) – błyszczak lśniący
- Lamprotornis chalybaeus Hemprich & Ehrenberg, 1828 – błyszczak stalowy
- Lamprotornis iris (Oustalet, 1879) – błyszczak tęczowy